# Lago Epecuén
Der Lago Epecuén ist ein Salzsee in Argentinien. Er befindet sich bei Villa Epecuén. Er hat eine Fläche von 160,3 km².

## Geschichte
Das Wasser des Lago Epecuén weist einen der höchsten Salzgehaltswerte weltweit auf. Dies führte zu einem Aufschwung des therapeutischen Tourismus.
Da die 1930er und 1940er Jahre sehr niederschlagsarm waren, schrumpfte der Lago Epecuén ständig. Um den Badebetrieb in Villa Epecuén aufrechterhalten zu können, beschloss die Regierung der Provinz Buenos Aires den Bau des 25 Kilometer langen Ameghino-Kanals. Dieser sammelte Wasser aus weiter entfernten Seen und Flüssen und leitete es in ein System von sechs großen Seen, deren letzter der Lago Epecuén war. Dadurch sank zwar der Salzgehalt im See, der Hauptgrund für den Besucherstrom, aber das erschien gegenüber der weiteren Verlandung des Sees als das kleinere Übel. In den 1980er Jahren stiegen die Niederschlagsmengen wieder stark an.
Am 29. Januar 2017 ließen sich 1941 Menschen am Rücken liegend im Salzwasser treiben und hielten sich an den Händen. Die Zahl wurde als Guinness-Weltrekord anerkannt, zuvor hielt Taiwan diesen Rekord mit 643 Personen aus dem Jahr 2014.